# Antoine Pailhes
Antoine Pailhes (1779-1844) était un maréchal de camp français.

## Biographie
Il est né à Béziers (Hérault) le 25 août 1779, 

### La Révolution et l'Empire
Au début de la Révolution, il déserta le collège à 14 ans pour s'engager dans le 83e régiment, compagnie des grenadiers du célèbre La Tour d'Auvergne - lors de ce passage il obtient le sobriquet "l'Enfer" qu'on accola depuis au nom de Pailhés. Détaché quelque temps pour aller faire la campagne de Savoie, il revint assister à la bataille de la Montagne-Noire, où fut tué Dugommier, et enleva une redoute et six pièces de canon. 
À la prise de Rosés, il s'empara avec quelques soldats d'un ouvrage important, et y fut blessé.
Passé dans la 61e demi-brigade, le jeune Paillhès, fut un des quatre qui se précipitèrent dans le marais, à la droite du pont d'Arcole (17 novembre 1796), pour sauver Napoléon Bonaparte, qui y avait été renversé. Il participe ensuite aux campagnes d'Italie et d'Égypte. Le 21 Messidor an VII (9 juillet 1799) il est nommé caporal-fourrier et le 1er Germinal an VIII (22 mars 1800) sergent-major. Deux ans plus tard, il obtint les galons d'adjudant, le 19 Thermidor an X (7 août 1802). L'année suivante, précisément le 19 Prairial an XI (8 juin 1803), il devint jeune officier avec le grade de sous-lieutenant. À la bataille d'Austerlitz (2 décembre 1805) il obtient les galons de lieutenant au Feu. Nomination confirmée le 30 Frimaire an XIV (21/12/1805) et passa dans la Garde impériale. S'étant distingué au combat de Rio-Secco en Espagne, en 1808, il fut fait capitaine sur le champ de bataille. Le 8 janvier 1809, il devint Chevalier de la Légion d'Honneur et son grade de capitaine est confirmé le 29 mai 1809. Le 24 juin 1811, il est nommé le chef de bataillon au 4e Régiment de Tirailleurs de la jeune Garde Impériale. Il combattit avec ce grade en Allemagne, en Espagne et en Russie. Le premier avril 1812, Pailhés devint aide de camp du Général Dorsenne.
Commandant d'un Régiment de Marche, il quitta Paris le 18 juin 1812 et se dirigea vers l'Est, vers les plaines de Russie via Sovoubech, Liaskovo et Smolensk. Lors de ce périple, aux alentours de Liaskovo, il rencontra les troupes de la division Général Baraguey d'Hilliers bivouaquant en avant d'un petit village où était un château qui servait de quartier général, mais le général Baraguey d'Hilliers était absent pour le moment. Les forces russes envoient une charge de cavalerie s'effectuer dans la direction de ce village, laquelle fut repoussée par une vive fusillade, puis une autre mais bien plus vive. Elles furent repoussées, puis un parlementaire se présenta. C'était un major et premier aide-de-camp du général comte Orlov, qui venait annoncer la prise de la brigade du général Augereau et sommer le général Baraguey d'Hilliers de se rendre vu que la position de Liaskovo était occupée par plus de 25 000 Russes. Pailhés, accompagné d'un sous-officier polonais connaissant parfaitement tout ce pays, conduisit ses troupes à portée de pistolet de Cosaques, fit sonner la charge et passa sur le pont et les mit en déroute. Fit traverser le pont a toutes ses troupes, puis à celles du général Baraguey d'Hilliers. C'est là que l'adjudant commandant Hulot envoyé par l'Empereur rencontra Pailhés, se fit faire un compte rendu de la situation et revint le lendemain avec ordre de se rendre à Smolensk, où l'Empereur désirait passer en revue le régiment. C'est "alors S.M. détacha de sa poitrine la décoration d'officier de la Légion d'Honneur et la lui donna en souvenir de son mémorable fait d'armes".
Puis ce fut la retraite de Moscou et de la Russie, pendant laquelle Pailhés se distingua encore le 17 novembre pendant la bataille de Krasnoï.
Dans cette même année, le 14 novembre 1813, il est créé Baron de l'Empire et, le 29 novembre 1813, le Chevalier de la Couronne de Fer.
Sur la route de Kalouga à Smolensk, il participa à une attaque de nuit avec 2 600 hommes de la Garde  contre un corps russe de 23 000 hommes. À Smolensk, il rapporta la bataille à l’Empereur.  
Toujours commandant il passa au 2e Régiment Provisoire et devint le Colonel en Second de ce Régiment. Un mois plus tard, le premier avril 1813, il passa au 61e de Ligne comme Colonel et tout de suite, le 5 mai 1813 passa aux Tirailleurs comme Major de Vieille Garde au 1er Régiment de Tirailleurs de la Jeune Garde Impériale. 
Le premier août 1814 le voit Colonel au 90e Régiment d'Infanterie de Ligne.
Dans une revue que passa le duc de Berry à Thionville, ce prince donna à l'un des majors la croix d'officier, puis la lui retira pour la donner à un émigré qui venait de lui rappeler des services rendus aux Bourbons ; Paillhès est informé de ce fait, à l'instant il aborde vivement le prince et lui reproche avec énergie l'insulte faite à un brave officier. « Si vous aviez eu affaire à moi, ajoute-t-il en s'exaltant, je vous aurais tué. »
Huit jours plus tard - 4 septembre 1814, le colonel Paillhès fut renvoyé en demi-solde et mis sous la surveillance de la haute police, ce qui ne l'empêcha pas d'entrer dans la conspiration ourdie par Lefebvre Desnouettes et les frères Lallemand (François Antoine Lallemand et Henri Dominique Lallemand); cette conspiration avorta par le débarquement de l'Empereur ; Paillhès alla à sa rencontre jusqu'à Sens et revint à Paris avec lui.
Le premier novembre 1814, il est Chevalier de l'Ordre Royal et Militaire de Saint-Louis, puis le 20 de même mois il se maria avec Mademoiselle Deshayes, fille d'un propriétaire de Paris.
Nommé Colonel-Major du 3e Régiment Tirailleurs de la Jeune Garde Impériale le 8 avril 1815, il combattit à la bataille de Waterloo (8 avril 1815), prit et reprit plusieurs fois le village de Plan-chenois, et abandonna le dernier le champ de bataille. Le colonel Paillhès refusa de signer la capitulation de Paris; il voulait qu'on arrêtât Fouché, Davout et qu'on se battît : la majorité s'y opposa. Il est licencié le 15 septembre 1815.
Derrière la Loire, on prépara une insurrection qui devait être, dirigée par Excelmans, Chastel, etc. ; mais la majorité encore la fit avorter.
Le jour où Ney fut fusillé (7 décembre 1815), Paillhès fut arrêté comme ayant conçu le projet de l'enlever, si on conduisait le maréchal à Grenelle. On mit Paillhès en liberté, faute de preuves, mais on l'exila deux ans de Paris.
Pendant le règne des princes de la branche aînée des Bourbons, le colonel Paillhès se trouva compromis, à tort ou à raison, dans toutes les conspirations. Celle de Belfort surtout ; cette dernière lui valut cinq années de détention et la privation de la Demi-Solde à compter du 1er décembre 1821.
Par acte de clémence de Louis XVIII en date du 24 avril 1824 il est rétabli dans la Demi-Solde.

### Après 1830
Après les événements de juillet, auxquels il prit part, notamment le 31 juillet 1830 quant à la Bourse il arrête, au péril de sa vie, l'individu chargé de la confection des cartouches et des gargousses pour le compte des assaillants qui voulait faire sauter édifice. Il fut appelé par le gouvernement provisoire au commandement de l'École militaire et obtint encore une décoration c'est la Croix de Juillet. Le 29 mars 1831 il est créé commandeur de la Légion d'honneur. Le 2 avril suivant, il fut fait maréchal de camp (l'Empire lui a par deux fois déjà conféré ce grade, mais la Restauration avait refusé de le reconnaître) par et appelé au commandement du Département de l'Aveyron le 18 avril 1813. Le 4 décembre 1832 il prend le commandement de la 2e Brigade de la 1re Division d'Infanterie de Moselle., qu'il quitte le 1er février 1833. Mais, dès le 19 mars 1833 il commande de la subdivision militaire de l'Aube. 
Pailhés, conformément à la loi du 4 août 1839 est placé dans la Section de Réserve du Cadre de l'État Major Général le 28 août 1841 et se retira avec son épouse à Saint-Germain-en-Laye. Il ne quitta se havre de paix qu'à des rares et grandes occasions qui réunissaient périodiquement les vieux de la garde impériale ou pour aller dans Aube en période de chasse. C'est à cette occasion, à Estissac, le 9 septembre 1844, il fut frappé d’apoplexie et mourut. Il est porté en terre au cimetière du village.

## Famille
Il avait un fils, militaire lui aussi et une fille qui a épousé successivement deux officiers français.